# Titanosaurus
Titanosaurus (il cui nome significa "lucertola titanica", dal nome mitologico dei Titani dell'antica Grecia) è un genere dubbio di dinosauro sauropode vissuto nel Cretaceo superiore, circa 70-66 milioni di anni fa (Maastrichtiano), in quelle che oggi sono le formazioni Lameta e Kallakurichi in India. Il genere contiene attualmente due specie, la specie tipo T. indicus, descritta per la prima volta da Richard Lydekker nel 1877, e T. blanfordi.

## Scoperta e specie
Titanosaurus fu il primo dinosauro indiano ad essere nominato e descritto propriamente, essendo stato nominato per la prima volta nel 1877. La specie tipo, T. indicus, venne nominata nel 1877, mentre la seconda specie, T. blanfordi, fu nominata nel 1879, entrambe nominate da Richard Lydekker.

### Titanosaurus indicus
Le vertebre olotipo di Titanosaurus indicus furono scoperte durante un'esplorazione a Jabalpur nel 1828 dal capitano William Henry Sleeman dell'esercito della Compagnia delle Indie Orientali. Fu una delle tante esplorazione in cerca di fossili inizialmente condotte da personale dell'esercito, medici e sacerdoti che si imbatterono in questi materiali semplicemente perché "abbastanza istruiti e mobili all'epoca". L'esplorazione si imbatté nelle vertebre su Bara Simla Hill vicino a un'officina di affusti dell'esercito britannico mentre cercava legno pietrificato. Sleeman, impiegato dall'esercito del Bengala, considerava le ossa delle curiosità. Diede due pezzi di vertebre al chirurgo GG Spilsbury, che aveva uno studio a Jabalpur e che aveva anch'esso già recuperato delle ossa. Spilsbury inviò i fossili nel 1832 all'antiquario James Prinsep a Calcutta, che si rese conto che erano ossa fossilizzate per poi rispedirle a Sleeman. Nel 1862, Thomas Oldman, il primo direttore del neo-istituito Geological Survey of India, trasferì le vertebre da Japalpur a Calcutta e le aggiunse alla collezione dell'Indian Museum. Lì, le ossa furono studiate dal supervisore del Survey, Hugh Falconer, che concluse che si trattava di ossa di rettili. Dopo la morte di Falconer, nel 1877, Richard Lydekker descrisse le vertebre come una nuova specie di rettile nota come Titanosaurus indicus.
I resti noti di T. indicus erano generalmente considerati perduti e irreperibili entro la fine del ventesimo secolo; nel 2010 Matthew Carrano ha quindi stabilito un calco basato sulle illustrazioni realizzate da Lydekker nel 1877, come plastotipo sostitutivo, con il numero di inventario NHMUK 40867. Tuttavia, ciò si è rivelato un po' prematuro. All'inizio del ventunesimo secolo, il paleontologo indiano Dhananjay Mohabey capì che tali esemplari erano andati perduti solo perché non era stato effettuato un inventario serio delle collezioni per generazioni. Pertanto avviò il progetto Study of Late Cretaceous Tetrapod fossils from Lameta Formation con il supporto dell'Università del Michigan, con uno degli obiettivi principali di localizzare gli esemplari perduti. In questo contesto, lui e Subhasis Sengupta recuperarono una delle vertebre olotipiche il 25 aprile 2012. Si è scoperto che si trattava di un lotto di fossili che erano stati lasciati da Lydekker nel 1878 e che erano andati perduti fino ad allora, motivo per cui non gli era stato assegnato alcun numero di inventario ufficiale del GSI.
Una parte dei fossili che Lydekker assegnò al tipo di T. indicus, che formò una serie di sintipi, era un femore lungo 1,5 metri recuperato nello stesso luogo nel 1871, o 1872, da Henry Benedict Medlicott, l'esemplare GSI K22/754. Nel 1933, questo fu riassegnato da Charles Alfred Matley e Friedrich von Huene alla specie Antarctosaurus septentrionalis, che fu in seguito spostata nel nuovo genere Jainosaurus nel 1995.

### Titanosaurus blanfordi

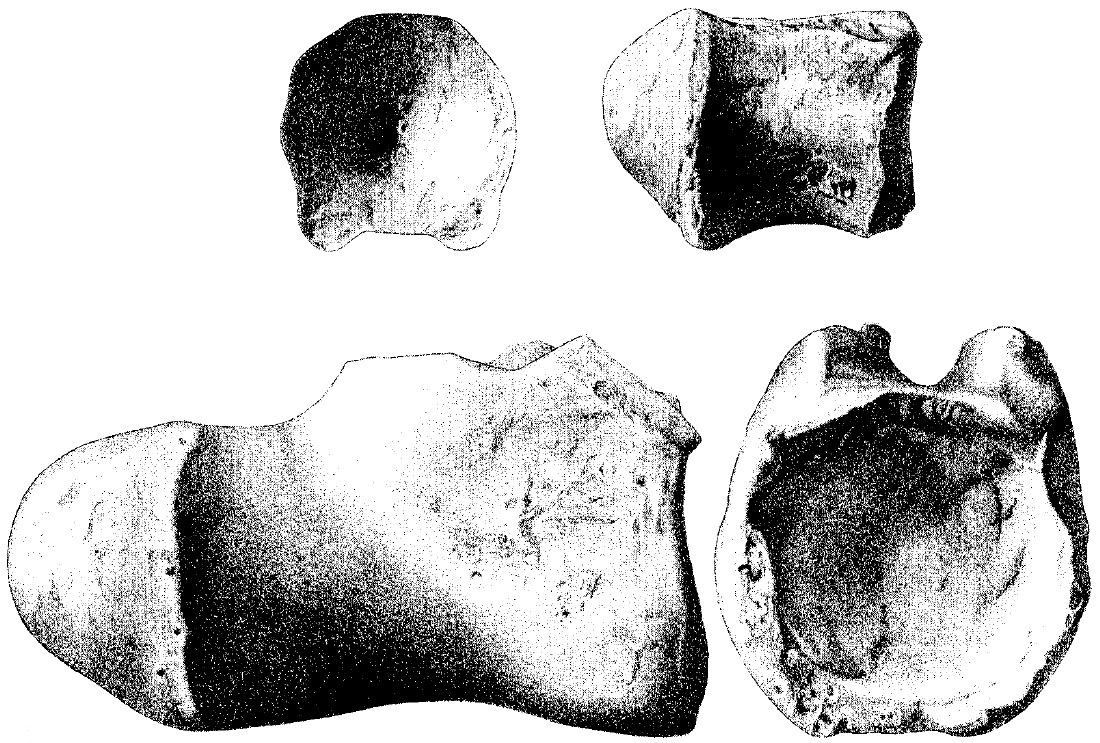
Vertebra caudale distale dell'olotipo di T. blanfordi (GSI 2195)

Tra il 1860 e il 1870, il geologo William Thomas Blanford ritrovò due vertebre caudali medie di un sauropode vicino a Pisdura (una vertebra, GSI 2195, divenne l'esemplare tipo). Nel 1879, furono nominate da Lydekker come una seconda specie di Titanosaurus, T. Blanfordi, che secondo le regole correnti dovrebbe essere scritto come Titanosaurus blanfordi. Dei due fossili che compongono l'esemplare GSI IM K27/501, la seconda vertebra più piccola fu divisa da von Huene nel 1929 e assegnata a Titanosaurus araukanicus (ora Laplatasaurus).
Upchurch & Wilson conclusero nella loro revisione del 2003 che questa assegnazione era infondata, sebbene non vi sia effettivamente alcuna prova, oltre alla loro origine, che le due vertebre abbiano qualcosa a che fare l'una con l'altra. La grande vertebra, fortemente procele, convessa anteriormente, si distingue per una sezione trasversale quadrata, la mancanza di una depressione nella parte inferiore e proporzioni allungate. Queste caratteristiche si trovano anche in altri titanosauri, sebbene non siano state trovate in India - quest'ultima, tuttavia, non era una ragione sufficiente per Upchurch & Wilson per non parlare di un nomen dubium.
Anche le vertebre olotipo di T. blanfordi erano scomparse da anni e sono state riscoperte nel 2012 da Dhananjay Mohabey e Subhasis Sengupta nella stessa posizione dell'olotipo di T. indicus.

## Classificazione

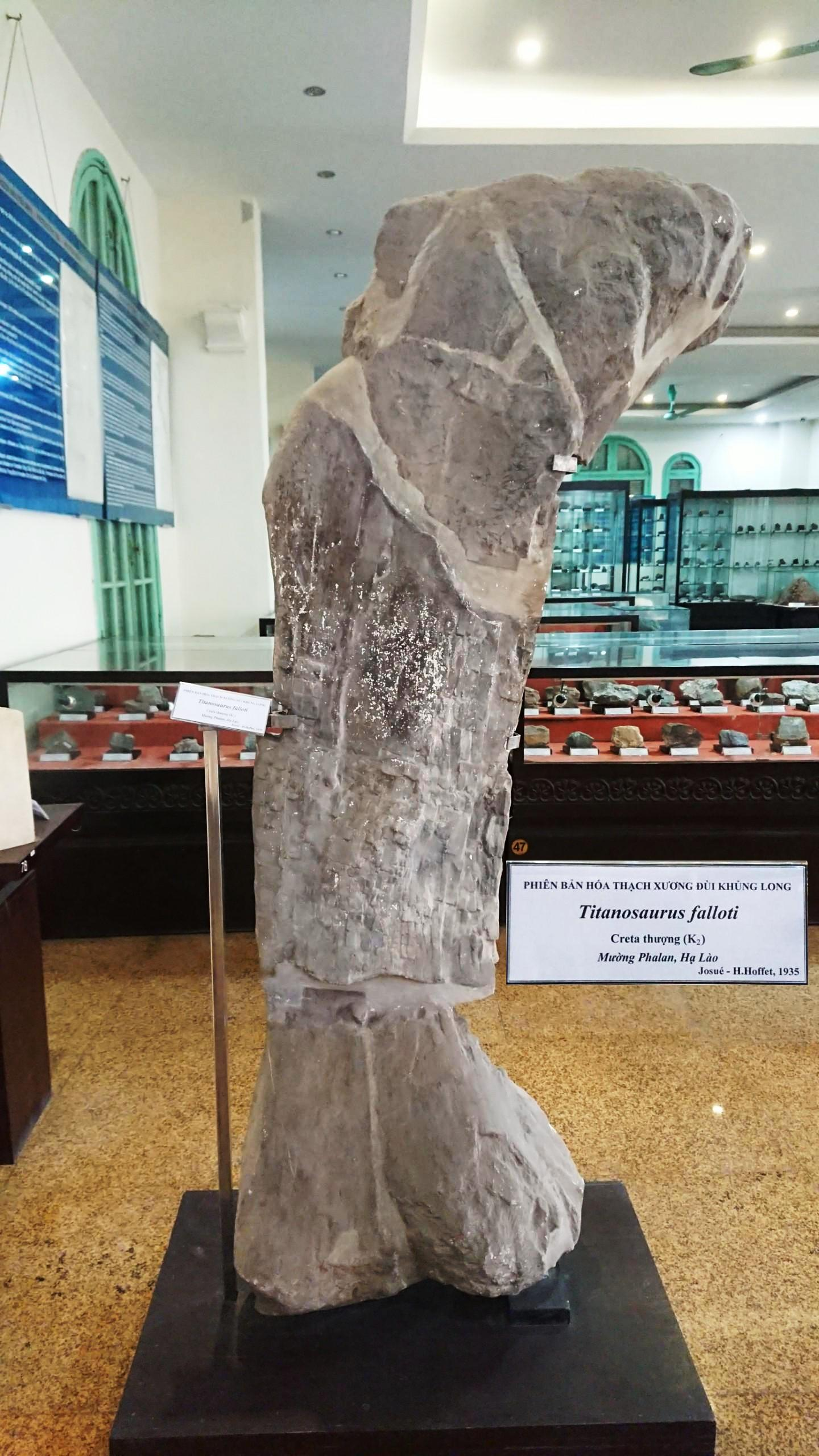
Femore di "T." falloti

Wilson e Upchurch (2003) hanno trattato Titanosaurus come un nomen dubium ("nome dubbio") nel loro studio dato che hanno notato che gli esemplari originali di Titanosaurus non possono essere distinti da quelli di altri animali correlati.

### Specie riassegnate
In quanto genere tipo di Titanosauria, Titanosaurus è divenuto un taxon cestino per la maggior parte dei primi titanosauri scoperti, compresi quelli provenienti non solo dall'India ma anche dall'Europa meridionale, dal Laos e dal Sud America. Tuttavia, solo due di questi sono attualmente considerati specie di Titanosaurus: T. indicus e T. blandfordi, ed entrambe considerate nomina dubia.
Altre specie precedentemente inserite in questo genere includono:
- "Titanosaurus" rahioliensis - Descritta sulla base di denti isolati, questa specie è ora considerata un neosauropode indeterminato in quanto i denti mostrano somiglianze con i denti di Nigersaurus;[14]
- "Titanosaurus" colberti - Questa era la specie più conosciuta di Titanosaurus, ma è stata spostata in un proprio genere, Isisaurus;[14][15]
- "Titanosaurus" australis - Noto per resti relativamente completi, è assegnato ad un proprio genere, Neuquensaurus;[14]
- "Titanosaurus" nanus - Una specie di piccole dimensioni che si è rivelata non diagnostica, e quindi un nomen dubium;[14]
- "Titanosaurus" robustus - ora in un proprio genere, Neuquensaurus;[14]
- "Titanosaurus" madagascariensis - nomen dubium; l'esemplare UCB 92305 è apparentemente correlato a Vahiny, mentre l'esemplare UCM 92829 è stato riassegnato a Rapetosaurus;[14]
- "Titanosaurus" falloti - Questa specie di grandi dimensioni, nativa del Laos, ha affinità controverse. È stata considerata sinonimo di Tangvayosaurus e Huabeisaurus, ma i resti sono troppo frammentari per esserne certi;[14][16][17]
- "Titanosaurus" valdensis - Specie riferita a un nuovo genere, Iuticosaurus, ma ancora considerata un nomen dubium;[14]
- "Titanosaurus" lydekkeri - Chiamata anche Iuticosaurus, ma la sua relazione con I. valdensis è incerta;[14]
- "Titanosaurus" dacus - Un titanosauro nano; ora spostato nel genere Magyarosaurus;[14]